# Paramahansa Jogananda
Paramahansa Jogananda (পরমহংস যোগানন্দ) (5. januar 1893. — 7. mart 1952), rođen kao Mukunda Lal Goš (মুকুন্দলাল ঘোষ), bio je indijski jogi i guru koji je upoznao milione Indijaca i zapadnjaka sa učenjima meditacije i krija joga putem organizovanja Indijskog društva Jogode Satsange i Društva za samoostvarenje. Godine 1946, on je objavio autobiografiju sa naslovom Autobiografija učitelja joge koja je na spisku „100 najboljih spiritualnih knjiga 20. veka” organizacije Harper San Francisko, koja je divizija izdavačke kuće Harper Kolins. Ova knjiga je bila ponovo štampana mnogo puta, te je postala poznata kao „knjiga koja je promenila milione života”.

## Životopis
Jogananda se rodio i dobio ime Mukunda Lal Goš u Gorakpuru u Indiji, u pobožnoj porodici. Od svojih najranijih dana pokazivao je veliku sklonost prema duhovnosti i Bogu. U svojoj mladosti želeo je da upozna učitelja koji će ga voditi duhovnim putem prema Bogu, pa je tako kao mladić upoznao mnogo indijskih lutajućih svetaca i gurua. Jednom je čak pobegao od kuće želeći da poseti područje Himalaja, gde su prema indijskoj tradiciji odlazili mnogi koji su se u samoći i meditaciji želeli približiti Bogu.
Svog učitelja i gurua, Svami Sri Juktesvar, Jogananda je upoznao 1910. godine kad mu je bilo 17 godina. Kasnije je postao Sri Juktesvarov najistaknutiji učenik. Kad je 1915. godine diplomirao religiozne studije na Fakultetu Serampor, preuzeo je formalne zavete i postao član Reda Svamija. Godine 1917. godine Jogananda je počeo da vodi školu za dečake u jednom malom bengalskom mestu po imenu Dihika, koje se nalazi na obali reke Damodar. Tu je dečake podučavao jogi i duhovnim disciplinama. Škola je kasnije premeštena u mesto Ranči.
Godine 1920. Jogananda je otišao u SAD, u duhovnu misiju koju mu je ranije protumačio njegov guru Sri Juktesvar. Njegov cilj je bio da na Zapad prenese duhovnu praksu krija joge, te da pokaže kako su temeljne religiozne istine hrišćanstva, te indijskih religioznih učenja u biti iste, samo izražene u različitim formama.
U Sjedinjenim Državama je Yogananda utemeljio Društvo za samoostvarenje koje je imalo za cilj promovisanje kriya joge kao duhovne prakse. Jogananda je takođe želio da približi indijska duhovna učenja Zapadu, želeći da pokaže kako se ona u svojoj biti ne razlikuju od hrišćanskih. Nakon nekoliko godina tokom kojih je putovao po SAD i održavao razna predavanja, 1925. godine Jogananda je u Los Anđelesu utemeljio međunarodno sedište Društva za samoostvarenje.
Nakon 15 godina duhovne službe na Zapadu, njegov učitelj Sri Juktesvar dodelio mu je ime „Paramahansa”, što znači „vrhovni labud”. Labud je u indijskoj tradiciji simbol mudrosti.

## Dela
Paramahansa Jogananda je autor niza dela duhovne tematike. Najpoznatije mu je delo njegova autobiografija pod nazivom „Autobiografija učitelja joge”, koja je vrenom postala nezaobilazan klasik na području duhovne književnosti. Prevedena je na četrnaest jezika i obavezno je štivo za kolegije komparativne religije, psihologije, književnosti, filozofije, sociologije, pa čak i biologije, na više od stotinu univerziteta i koledža.
U tom delu Jogananda pripoveda o svom životu i svojim susretima sa indijskim svecima i učiteljima joge, kao što su „svetac sa dva tela”, „lebdeći svetac”, „mirisni svetac”, „svetac bez sna”, „tigar svami” i slično, te o druženju s Rabindranatom Tagorom, Jagadisom Čandrom Boseom i Mahatmom Gandijem. Važna poglavlja posvećena su „zakonu o čudima” i „krija jogi” - drevnoj indijskoj nauci o bogospoznaji.
U delu „Drugi Hristov dolazak: Uskrsnuće Hrista u tebi samom”, Jogananda je na opširan i veoma intuitivan način protumačio temeljne istine Isusovog učenja sadržanog u jevanđeljima. Tu ne govori o doslovnom povratku Isusa na Zemlju, već o ostvarenju kosmičke mudrosti odnosno hristovske svesti kroz iskustvo unutar čoveka. Za mnoge je ovo kapitalno Joganandino delo, jer smatraju da su s ovim delom evanđelja originalno protumačena u smislu dubljeg prepoznavanja večnih istina Hristovog učenja. Jogananda takođe pojašnjava da titula „Hrist” predstavlja hristovsku svest, odnosno sveznajuću inteligenciju Boga prožetu ljubavlju i božjim blaženstvom, a koja se očituje unutar neke osobe. Pošto je i u njemu samome očitovana hristovska svest, Jogananda je napisao ovu knjigu kako bi Isusovo učenje pojasnio na autentičan duhovan način, budući da su se pojavila brojna iskrivljena tumačenja Isusovih poruka.

## Literatura
- Kress, Michael (2001). Publishers Weekly: Meditation is the message. New York: Cahners Business Information, a division of Reed Elsevier, Inc.

- Yogananda, Paramahansa (2004). The Second Coming of Christ: The Resurrection of the Christ Within You. Los Angeles, CA: Self-Realization Fellowship. ISBN 978-0-87612-555-7.
- Melton, J. Gordon, Martin Baumann (2010). Religions of the World: A Comprehensive Encyclopedia of Beliefs and Practices. ABC-CLIO. ISBN 9781598842043.
- Paramahan30емsa Yogananda, Autobiografija jednog yogina. Zagreb. 2005. ISBN 978-953-6246-32-8., Hermes izdavaštvo.
- Paramahansa Yogananda, Bit samospoznaje: mudrosti Paramahansa Yoganande / zabilježeno i sakupljeno od njegova učenika Kriyanande (J. Donald Waltersa). 1999. ISBN 978-953-97186-1-7., Ananda-Sanga, Rijeka.
- Donald J. Walters, Put: moj život s Parmahansa Yoganandom / Swami Kriyananda. Zagreb. 2007. ISBN 9789539564009., Ananda Kriya Yoga.
- Paramahansa Yogananda, Karma i reinkarnacija; kako uvijek biti sretan. 2008. ISBN 978-953-257-106-6., Planetopija, Zagreb.
- Paramahansa Yogananda, Duhovni odnosi; kako ostvariti uspjeh. 2009. ISBN 978-953-257-145-5., Planetopija, Zagreb.
- Boston Meditation Group Historical Committee (1989). In The Footsteps of Paramahansa Yogananda: A guidebook to the places in and around Boston associated with Yoganandaji. Boston, MA.
- Bowden, Henry Warner (1993). Dictionary of American Religious Biography. Greenwood Press. ISBN 978-0-313-27825-9.
- Daya, Mata (1990). Finding the Joy Within. Self-Realization Fellowship. ISBN 978-0-87612-288-4.
- Forest Lawn Memorial Park; Rowe, Harry T.; Director, Mortuary (16. 5. 1952). Paramahansa Yogananda's Complete Mortuary Report. Los Angeles, CA.
- Ghosh, Sananda Lal (1980). Mejda: The Family and the Early Life of Paramahansa Yogananda. Self-Realization Fellowship Publishers. ISBN 978-0-87612-265-5.
- Goldberg, Philip (2012). The Autobiography of a Yogi: A Tribute to Yogananda. Huff Post Religion.
- Goldberg, Philip (2012). American Veda. Harmony; 1 edition (2 November 2010): 109.
- Isaacson, Walter (2001). Steve Jobs: A Biography. Simon & Schuster. ISBN 978-1-4516-4853-9.
- Jordan, Frank C., Secretary of State of California (1935). Articles of Incorporation of the Self Realization Fellowship Church. Los Angeles CA: State of California.
- Kress, Michael (26. 3. 2001). „Meditation is the Message”. Publishers Weekly. New York. Cahners Business Information, a division of Reed Elsevier.
- Kriyananda, Swami (1977). The Path: Autobiography of a Western Yogi. Crystal Clarity Publishers. ISBN 978-0-916124-11-3.
- J. Gordon Melton, Martin Baumann (2010). Religions of the World: A Comprehensive Encyclopedia of Beliefs and Practices. ABC-CLIO. ISBN 9781598842043.
- Miller, Timothy (1995). America's Alternative Religions. Borrego Publications; 1st edition (1991). ISBN 978-0-7914-2397-4.
- Mrinalini Mata (2011). Self-Realization Magazine: The Blessings of Kriya Yoga in Everyday Life. Los Angeles, CA: Self-Realization Fellowship.
- Rosser, Brenda Lewis (2001). Treasures Against Time: Paramahansa Yogananda with Doctor and Mrs. Lewis (2nd изд.). Borrego Springs, CA: Borrego Publications. ISBN 978-0-9629016-1-4.
- Rowe, Harry T. „Paramahansa Yogananda's Mortuary Report” (PDF). Forest Lawn Memorial Park.
- Self-Realization Fellowship (1939). „Inner Culture for Self-Realization”. Los Angeles, CA: Volume 12, page 30.
- Self-Realization Fellowship (1952). „Self-Realization Magazine”. 24 (22). Los Angeles, CA.
- „Self-Realization Fellowship website”. Приступљено 24. 11. 2011.
- Sahagun, Louis (6. 8. 2006). „Guru's Followers Mark Legacy of a Star's Teachings”. Los Angeles Times.
- Thomas, Wendell (1930). Hinduism Invades America. New York, NY: The Beacon Press, Inc.
- Yogananda, Paramahansa (1997). Autobiography of a Yogi. Los Angeles, CA: Self-Realization Fellowship. ISBN 978-0-87612-086-6.
- Yogananda, Paramahansa (1995). God Talks With Arjuna – The Bhagavad Gita. Los Angeles, CA: Self-Realization Fellowship. ISBN 978-0-87612-030-9.
- Yogananda, Paramahansa (1997). Journey to Self-Realization, Discovering the Gifts of the Soul. Los Angeles, CA: Self-Realization Fellowship. ISBN 978-0-87612-255-6.
- Zaleski, Philip (1984). The 100 Best Spiritual Books of the Century. San Francisco: Harper Collins.

## Spoljašnje veze
- Paramahansa Yogananda на сајту Пројекат Гутенберг (језик: енглески)
- Paramahansa Jogananda на сајту Internet Archive (језик: енглески)